# Lac Saveney
Lac Saveney är en sjö i Kanada.   Den ligger i regionen Mauricie och provinsen Québec, i den sydöstra delen av landet, 300 km norr om huvudstaden Ottawa. Lac Saveney ligger 400 meter över havet. Arean är 2,9 kvadratkilometer. Den sträcker sig 3,8 kilometer i nord-sydlig riktning, och 2,2 kilometer i öst-västlig riktning.
Trakten runt Lac Saveney är nära nog obefolkad, med mindre än två invånare per kvadratkilometer.